# Cardiff City FC
A Cardiff City Football Club cardiffi (Wales) székhelyű futballcsapat, amely jelenleg az angol másodosztályban szerepel. Hazai mérkőzéseiket a Ninian Parkban játsszák.
A csapatot 1899-ben alapították, és a Cardiff City mindmáig az egyetlen nem angol csapat, amely képes volt a három nagy angol versenysorozat közül (FA kupa, ligakupa, első-osztályú bajnokság) egyikének, nevezetesen az FA-kupának a megnyerésére 1927-ben. Emellett többször nyertek Walesi kupát is, és az 1966-67-es kupa megnyerése után lehetőségük nyílt elindulni a KEK-ben, ahol egészen az elődöntőig meneteltek. 1921 és 1929, 1952 és 1957 valamint 1960 és 1962 között a régi első osztályban (a Football League First Division-ban) játszottak.
Manapság kevésbé sikeres éveket él a csapat, de történtek kisebb fellángolások, például a 2007–2008-as idényben az FA kupa döntőjéig meneteltek, ahol a Portsmouth gárdájától szenvedtek egygólos vereséget. 1986-ban azonban kiestek az angol negyedosztályban, az elkövetkezendő 14 esztendőben pedig további három alkalommal estek ki a harmadosztályból. 1996-ban a liga harmadik leggyengébb csapata voltak. 2003-ban viszont, megnyerték a harmadosztály rájátszását, így felkerültek a Championshipbe, az angol másodosztályba. A 2008–2009-es szezonban csak gólkülönbséggel maradtak alul a Prestonnal szemben a hatodik helyért folytatott harcban, így nem jutottak be a rájátszásba. A 2009–2010-es szezonban bejutottak a rájátszásba miután két fordulóval a szezon vége előtt legyőzték a Queens Park Rangers FC gárdáját. Az elődöntőben 3-3-as összesítést követően 4-3-ra győztek a tizenegyespárbajban a Leicester ellen. A Wembley Stadionban rendezett döntőben kétszer is előnyben voltak a Blackpoollal szemben, mégis 3-2-es vereséget szenvedtek. A következő szezonban negyedikként végezve ismét bejutottak a rájátszásba, de az elődöntőben összesítésben 3-0-s vereséget szenvedtek a Reading csapatával szemben. A szezon végén távozott Dave Jones vezetőedző, és helyét Malky Mackay vette át.
2013. április 16-án, a Charlton Athletic elleni, gól döntetlenre végződött hazai bajnoki után biztossá vált, hogy napra pontosan 53 évvel azt követően hogy a klub legutoljára feljutott az angol élvonalba, a következő szezonban ismét megteheti ezt, első alkalommal mióta Premier League-nek nevezik a sorozatot.
Összességében a klub 15 szezont töltött el az angol bajnokság legfelsőbb osztályában, és az ezen évek alatt szerzett pontok alapján a 39. legsikeresebb klub az angol bajnokságban. Az összes profi bajnokságban szerzett pontjaik alapján a 61-ként rangsorolták őket.

## Története

### Alapítás
A Cardiff Cityt Bartely Wilson alapította 1899-ben Riverside AFC néven, annak a céljából hogy a Riverside Cricket Club játékosai a téli hónapok alatt is együtt tréningezhessenek. Az első év csak barátságos mérkőzések játszásával telt, Sophia Ground-i pályájukon, helyi kiscsapatokat fogadtak. 1900-ban viszont beneveztek a Cardiff és környéki bajnokságra. 1905-ben VII. Eduárd angol király városi címet adományozott Cardiff-nak, ezért a klub kérvényt nyújtott be hogy nevét Cardiff City-re változtathassa, azonban ezt a kérvényt elutasították, mondván a klub nem játszik elég magas színvonalon. Ezt ellensúlyozandó, arra viszont engedélyt kaptak hogy 1907-ben csatlakozzanak a Dél-Walesi Amatőr Liga mezőnyéhez, és a következő évben a névváltoztatáshoz szükséges engedélyt is megkapták.
A klub iránt egyre nagyobb volt az érdeklődés, de a Sophia Ground-i pálya bizonyos berendezésekben való hiánya miatt, nem nyílt lehetőségük csatlakozni az újonnan elindult Déli-liga másodosztályához. A következő két évben különböző patinás brit csapatokat láttak vendégül különböző cardiffi és Cardiff-környéki pályákon, így a Middlesbrough-t, a Bristol City-t, és a Crystal Palace-t. A klub felbátorodott a sok segítségtől amit kapott, és Bartley Wilson felkereste az ekkortájt helyi viszonylatban nagy Bute birtokot, hogy egy stadion építésére alkalmas területet szerezzen. Végül egy Sloper Road melletti szeméttelep területében állapodtak meg a felek. Az hogy a korábbi hulladéklerakót, stadionépítéshez alkalmas helyszínné alakítsák rengeteg munkába telt, de a Városi Tanács, és önkéntesek segítségével sikerült elvégezni. A stadiont eredetileg Sloper Park-nak keresztelték, de később Lord Ninian Crichton-Stuart-ról, aki rengeteget segített a stadion építésében, átnevezték Ninian Parkra. A csapat első átigazolása Jack Evans volt, akit 1910-ben a Cwmparc együttesétől szerződtettek.
Az új pálya lehetővé tette a klub számára a Déli-liga másodosztályába való csatlakozást, Bartley Wilson pedig Davy McDougall személyében szerződtette a klub első menedzserét, aki játékos-edzőként dolgozott. Első meccsükön 2-1-es vereséget szenvedtek az Aston Villa gárdájától, a walesi csapat gólját az új igazolás, Evans szerezte. Végül első szezonjukat az előkelő negyedik helyen zárták. A következő évtizedet is ebben az osztályban töltötték, eltekintve a liga első világháború alatti szünetelésétől.

### Korai sikerek
A Cardiff City a egyike volt annak a pár walesi csapatnak, amely a hazai helyett inkább az angol bajnokságban indult. A másik öt csapat a Swansea City , Wrexham, a Newport County, a Methyr Tydfil és a Colwyn Bay. A klub legsikeresebb évei az 1920-as évekre tehetőek, 1924-ben csak rosszabb gólarányuknak köszönhetően végeztek a második helyen a Huddersfield Town mögött, a régi első osztályban, a Football League First Division-ben, majd 1925-ben és 1927-ben játszottak két FA kupa döntőt, előbbit a Sheffield United, utóbbit az Arsenal ellen. Az 1927-es döntőn az Ágyúsok felett aratott 1–0-s győzelemmel történelmet írt a csapat, az első Anglián kívüli FA-kupa győztessé vált. Emellett arról is emlékezetessé vált ez a döntő, hogy ez volt az első finálé, amelyet a BBC rádiója közvetített. A Cardiff mellett a Swansea volt az egyetlen másik walesi csapat, amely az angol labdarúgóliga aktuális legmagasabb osztályában valaha is szerepelt. Az utolsó szezon amit a gárda az élvonalban töltött, az 1962-es esztendő volt.
A csapat az utolsó háború előtti szezonban, az (1914–1915-ösben) harmadik helyen végzett a Déli ligában. A viszályok megszűnése után eltöltöttek még egy, utolsó szezont itt, a negyedik helyen végeztek, majd legjobb walesi klubként meghívást kaptak az akkori másodosztályba, a megmaradó déli-ligás csapatok pedig megalkották a Football League Third Divisiont, az új harmadosztályt.
1920. augusztus 20-án a Cardiff 25 000 néző előtt lejátszotta első másodosztályú bajnokiját, a Clapton Orient ellen; a mérkőzés gól nélküli döntetlennel zárult. Az első győzelemre mindössze további öt napot kellett várni, ekkor a Stockport County gárdáját győzték le 3–0-ra hazai pályán.
Az ekkori csapat a liga top csapatainak is méltó ellenfeléül bizonyult, sőt végül csak rosszabb gólarányának köszönhetően vesztette el a bajnokságot a Birmingham Cityvel szemben. Az első szezon átlagnézőszáma igen magas, 29 000 fő volt. A csapat az FA kupában is jól menetelt, az elődöntőben, újrajátszás után búcsúztatta őket a Wolverhampton Wanderers.
A bajnokságban szerzett második hely azt jelentette, hogy a következő évben a Cardiff az első osztályban indulhatott. 1922. január 21-én, Len Davies megszerezte a gárda első mesterhármasát a legfelsőbb osztályban, egy a Bradford City felett aratott 6–3-as diadal alkalmával. Bár a csapatnak elsőre „nem ízlett” az élvonal, első 7 mérkőzésükön mindössze 3 pontot szereztek, de fantasztikusan fejlődő formájuknak köszönhetően végül a remek 4. helyen végeztek.
Az 1923–24-es szezon bizonyára a klub legjobb bajnoki szezonja volt. A Huddersfield Town elleni egész éves drámai csata még az utolsó mérkőzés előtt sem dőlt el, de a Cardiff volt kedvezőbb helyzetben, egy pontos előnnyel várta a záró fordulót.
A Huddersfield magabiztos játékkal 3–0-ra verte a Nottingham Forest csapatát, tehát ha bajnoki címet akart a csapat, le kellett győznie a Birmingham Cityt. 0–0-t mutatott az eredményjelző, mikor is büntetőt kapott a Cardiff. A házi gólkirály Len Davies vállalta magára a tizenegyes elvégzését, de hibázott! A Birminghamnek pedig sikerült kihúznia a hátralévő időt, így a Cardiff City ugyanannyi ponttal állt mint a Huddersfield (a győzelemért ekkoriban még csak 2 pont járt), sőt egy góllal többet is szerzett mint a Yorkshire-i gárda, de mivel egy góllal többet is kapott, gólaránya (1.794) végül ha csak egy hajszállal is, de rosszabb lett a Huddersfieldénél (1.818), így ismét csak a második helynek örülhettek.
A következő idényben a Cardiff fennállása óta először játszhatott a Wembleyben. Az FA kupa első fordulójában a Darlingtont búcsúztatták, ezt követte egy 1-0-s hazai siker a Fulham ellen. A harmadik körben Nottinghambe utaztak, ahol idegenben, a Meadow Lanen győzték le 2-0-ra a Notts County gárdáját. Ezt követte egy elképesztő izgalmakat hozó negyeddöntő a Leicester City ellen. A mérkőzés utolsó percében, 1-1-es állásnál, a walesi válogatott Willie Davies a mérkőzés utolsó rúgásával, közvetlenül szögletből talált be az ellenfél hálójába. Az elődöntőben a „kék madarak” a Blackburn Rovers csapatával találkoztak, és az ellenfél védelmét szétzúzva, 3-1-es sikerrel bejutottak az 1923/24-es FA kupa kiírásának döntőjébe. A 91 763 szurkoló előtt lejátszott finálé egyetlen gólját végül az angol válogatott Fred Tunstall szerezte, ezzel megnyerve a döntőt a Sheffield számára.
Az 1926/27-es bajnokság igen feledhetőre sikeredett a Cardiff számára. A hat élvonalban eltöltött szezon közül ez sikeredett a leggyengébbre, a 14. pozícióban zárták az évadot. Azonban ez az esztendő semmiképp nem sikertelen évként vonult be a csapat és a szurkolók tudatába, lévén az FA kupa megnyerésével zárult.
A Cardiff első ligás csapatként, a 3. fordulóban kapcsolódott be a küzdelmekbe, s hazai pályán legyőzte az Aston Villa csapatát. A negyedik körben a Darlingtont győzték le 2-0-ra, s mivel ez az eredmény a csapat következő mérkőzésen is megismétlődött a Bolton ellen, a Cardiff 1924 után ismét FA kupa negyeddöntőt játszhatott. Itt a walesieknek a Chelsea fiatal és ígéretes csapata mellett a 70 184 fős, jobbára a kékek szurkolóival megtelt Stamford Bridge félelmetes hangulatával is meg kellett küzdeniük. A mérkőzés gól nélkül zárult, így újrajátszásra került sor, ezúttal már hazai pályán. A Ninian Parkban 47,584 ember zsúfolódott össze; a meccs jól kezdődött a hazai gárda számára, Sam Irving és Len Davies góljai révén 2–0-s cardiffi vezetéssel fordultak a csapatok, de a második félidő elején gyorsan visszajött a meccsbe a londoni csapat, s mivel az eredmény tovább már nem módosult a lefújásig, tizenegyes párbajra került sor. Az utolsó mindent eldöntő büntetőt Hughie Ferguson értékesítette, ezzel továbblőve a Cardiffot az elődöntőbe, ahol sokkal magabiztosabb játékkal, a Molineauxban 3–0-s győzelmet aratva a Reading felett, bejutottak a döntőbe.

#### A döntő
1927. április 23-a, Szent György napja, Wembley Stadion, London; az FA kupát először szerzi meg nem angol csapat, lévén a Cardiff City a „HŐS” Hughie Ferguson góljával legyőzi az Arsenalt.
A 74. percben egy jobb oldali bedobást követően Ferguson egy gyenge kapás lövést eresztett meg az Arsenal kapuja felé. Dan Lewis, az ágyúsok hálóőre kimozdult a kapujából, hogy megszerezze a labdát, nagy igyekezetében azonban, hogy megelőzze Len Daviest, az ellenfél támadóját, a játékszer átgurult a kezei közt; ekkor még tett egy kétségbeesett kísérletet a labda visszaszerzésére, de csak azt sikerült elérnie, hogy könyökéről a labda a saját hálójába került. Több gól nem esett, így a Cardiff örülhetett.
Ez a kupadöntő – amely máig a valaha lejátszott finálék közül, az egyik legnagyobb közönséget vonzó – a BBC Rádió által közvetített első fináléként él a brit köztudatban. A kupát Fred Keenor csapatkapitány vette át V. György királytól, mindössze 7 évvel a Football League másodosztályába való felkerülésük, és hat évvel az élvonalbeli-csapat státusz kivívása után.
1928. szeptember 1-jén Ferguson beírta magát a történelemkönyvekbe, egy mérkőzésen ötöt vágott a Burnleynek, sőt az egy szezonban szerzett 32 gólos rekordja, klubon belül 2003 márciusáig fennmaradt, ekkor Robert Earnshaw döntötte meg. Az első találatát az 1927/28-as Charity Shielden szerezte, egy 2–1-es the Corinthians felett aratott győzelem alkalmával, és ugyanebben a szezonban az ő két góljával győzték le a Bangort is, a walesi kupában; az immár több éve tartó remek forma ellenére (77 gól 4 szezon alatt), Ninian Parki napjai meg voltak számlálva.

### A hanyatlás kora
Az FA Kupa elhódítása, azonban nem az egyetlen kupasiker volt ebben a szezonban; mivel a döntőben a Rhyl FC felett aratott 2-0-s győzelemmel elhódították a Walesi kupát is, hogy aztán a Stamford Bridge-n megrendezésre kerülő Charity Shielden 2-1-re diadalmaskodjanak a the Corinthians felett.
Az ezt követő 1927-28-as szezonban még egyszer megtapasztalták a felsőház hangulatát, a szezon felénél egy rövid ideig még vezették is a bajnokságot, ezt követően azonban romlott a teljesítményük és végül kénytelenek voltak beérni a hatodik hellyel.
Az 1928-29-es szezonban a Cardiff kiesett az első osztályból annak ellenére hogy ők kapták a legkevesebb gólt a bajnokságban, az összes csapatot figyelembe véve. Azonban ez még még csak a borzalmak kezdete volt, két másodosztályban eltöltött esztendő után 1931-ben kiestek a harmadosztályba, ahol a 42 lejátszott mérkőzésből mindössze nyolcat voltak képesek megnyerni. De nem csak negatív élmények fűződnek az ekkortájt a profi futball-ligák legalsó osztályában eltöltött évekhez, ekkor aratták ugyanis történetük legnagyobb ligabeli győzelmét a Thames AFC felett, amikor 9-2-re diadalmaskodtak. A csapat viszont legtöbbször továbbra is az elvárt szint alatt teljesített, ennek következtében az edző, Fred Stewart 22 év után távozott a kispadról.
Fred Stewart utódjául Bartley Wilsont választották, de az ő ténykedése alatt az eredmények nem váltak biztatóbbá, így 1934 márciusában menesztették és a helyét Ben Watts-Jones vette át, aki gyerekként a csapat szurkolója volt. Ő sem volt képes azonban megfordítani a klub szekerét, így a Cardiff végül a liga utolsó helyén végzett, és kénytelen volt a szövetségnél jelentkezni a ligába való újbóli beválasztása érdekében. Watts-Jones további három évig maradt menedzser, őt Bill Jennings korábbi walesi válogatott követte a posztján, akit négy évvel korábban segédedzőként szerződtettek a klubhoz.
A problémák száma csak növekedett, amikor 1937-ben a Ninian Park fő lelátója leégett, és megsemmisült. A katasztrófa következtében a szurkolóknak és a klub tagjainak szorosan össze kellett fogniuk, hogy megmentsék a csapatot. Hirtelen növekedni kezdett azon jelek száma, melyek arra utaltak hogy a csapat, a pályán és azon kívül egyaránt, túl van a mélyponton. A következő két évben fokozatosan javultak az eredmények, és ennek köszönhetően egyre több szurkoló látogatta a Ninian Parkot, hogy tanúja lehessen hőn szeretett klubja újjáéledésének. Az 1938-39-es szezonban mutatkozott be az a leleményes szélső, Billy Baker, aki az elkövetkezendő évek Cardiff-jainak kiemelkedő alakja volt. Bár a csapat teljesítménye javult, az új tulajdonos Herbert Merret nem volt elégedett a 13. pozícióval, így menesztette Jenningset, és helyére Cyril Spiers-t nevezte ki az 1939-40-es szezonra. Ebben az évben Spiers hozzálátott a játékoskeret átalakításához, többek között ekkor érkezett a csapathoz a csatár, Trevor Morris az Ipswich Town-tól valamint a fiatal támadó Wilf Wooller, aki egyben walesi rugby-válogatott, és glamorgani krikett-csapatkapitány is volt. A második világháború következtében a bajnokságot 1939-ben felfüggesztették, és a liga egészen az 1947-es szezonig szünetelt. A déli harmadosztályt megnyerték, így visszatérhettek a másodosztályba az 1946-47-es szezonban.

### A háború utáni időszak
A Football League-be való visszajutást követően, Sir Herbert Merrett klubelnök közeli kapcsolatokat alakított ki a Torquay United csapatával, köszönhetően Torquayben tett látogatásainak, mely során a helyi klub elnökének hotelében szállt meg. Az két csapat közötti egyezmény értelmében minden olyan játékos, akit a Cardiff nem tartott elég jónak, a Torquay számára került felajánlásra, míg a Cardiffnak opciós joga volt minden olyan játékos megvásárlása esetén, akit a Torquay alkalmasnak talált arra hogy magasabb osztályokban játszanak. A pár Torquay-ből igazolt játékos közül kiemelkedik Phil Joslin kapus, Mike Tiddy szélső, és Tommy Northcott támadó. A két klub kapcsolata azonban megromlott, mikor a Cardiff csak úgy engedélyezte Harry Parfittnak a devoni csapatba igazolását, hogy szükség esetén a Cardiff visszahívhatja a játékost. 1954-ben a Cardiff 2500 fontos visszavásárlási ajánlatot tett, a Torquay azonban 5000 fontot követelt. A Torquay elnöke hajlandó lett volna 2500 fontért is visszaengedni a játékost, de a klub elnökségének számos tagja nem volt hajlandó engedélyezni az átigazolást, így végül a Cardiff kénytelen volt kifizetni a kért összeget, de megszakította a két csapat közötti kapcsolatokat.

### 1960-tól 1985-ig
Az 1960-as években a Cardiff története során először vívta ki a nemzetközi kupaindulás jogát, a walesi kupa megnyerése által. Első európai kupamérkőzésüket a dán Esbjerg fB ellen játszották a KEK 1964-65-ös kiírásában idegenben. A párharc első összecsapása gól nélküli döntetlenre végződött, de a visszavágón Peter King találatával győzött a walesi alakulat. A gárda egészen a negyeddöntőkig menetelt, ahol a Real Zaragoza 3-2-es összesítéssel búcsúztatta őket. Európai menetelésük ellenére a Cardiff továbbra is szenvedett a bajnokságban, Jimmy Scoular irányítása alatt mindössze a 20. helyen zárták a másodosztályt. Öröm az ürömben, hogy ebben az időben került be a csapatba az ekkor 16 esztendős John Toshack, aki csatártása, Brian Clark mellett hosszú évekig alapembernek számított, nagy horderejű Liverpoolba igazolása előtt.
Három évvel később a csapat az elődöntőkig menetelt a KEK-ben, ezzel ismét történelmet írva – soha alsóbb osztályú csapat nem jutott még ilyen messzire az európai kupákban (A rekordot később, 1988-ban az Atalanta is csak beállítani tudta). Az ír Shamrock Roversen, a holland NAC Bredán, és a Torpedo Moszkván túljutva az elődöntőben a több német válogatott labdarúgót, mint például Uwe Seelert is foglalkoztató Hamburg volt az ellenfél. Az első mérkőzés 1-1-re végződött a Volksparkstadionban, majd a Ninian Park-i visszavágón 43.000 néző előtt szenvedett 3-2-es vereséget a Cardiff. A vereség ellenére erőt merítettek a jó európai szereplésből, és a stabil középmezőnyben, a 13. helyen zárták a bajnokságot, köszönhetően a 39 gólig jutó Clark-Toshack duó remek szereplésének. A következő két kiírásban egy-egy Porto, illetve Göztepe elleni vereség következtében korán búcsúztak a KEK-től.
Az 1970-71-es szezon elején a klub 35.000 fontért megvásárolta a Coventry City középpályását, Ian Gibson-t, akinek Toshackék kiszolgálása lett volna az elsődleges feladata, ám három hónappal később Toshack 110.000 fontért cserébe a Liverpoolhoz szerződött. A támadó pótlására 40.000 fontos áron leigazolták Alan Warboys-t a Sheffield Wednesday csapatától, az évet pedig a harmadik helyen zárták a bajnokságban, így éppen hogy lemaradtak a feljutásról. Bár Toshack eladása némileg megakasztotta a csapat fejlődését, ismét sikerült elérniük a negyeddöntőket a KEK-ben, ahol a Real Madrid alakulatával mérkőzhettek meg. Az első meccsen 47.000 szurkoló nézhette a helyszínen a klub történetének egyik legnagyobb diadalát, Brian Clark fejesével ugyanis sikerült legyőzniük a királyi gárdát. A visszavágón 2-0-s vereséget szenvedett, s így végül búcsúzott a csapat. Az 1975-76-os és az 1982-83-as szezont kivéve (mikor a harmadosztályban szerepeltek), a klub megőrizte tagságát a másodosztályban.

### 1985–2000: Egy terméketlen időszak
1985 és 1993 között, a Cardiff folyamatosan a liga két legalsóbb osztályai között ingázott. Először az 1985–1986-os szezonban estek ki a Divison Four-ba, majd két év elteltével másodikként jutottak fel a harmadosztályba, hogy újabb két év múlva ismét kiessenek. Megnyerték az 1993-ban újjászervezett harmadosztályt, de itt is csak két évet tölthettek el, az 1995-96-os szezont, mely a klubtörténet leggyengébb ligában elért pozíciójával zárult – mindössze a Scarborough FC-t, és a Torquay Unitedet megelőzve, a 24 csapatos bajnokságban a 22. helyen zártak – megint a harmadosztályban kezdték. A következő évben bejutottak a rájátszásba, s végül hetedikként végeztek, de a következő évben ismét visszacsúsztak a tabella alsó felébe. 1999-ben harmadikként zártak, így automatikusan feljutottak a másodosztályba.
A csapat az egész 1999–2000-es szezonban szenvedett, 21.-ként kiestek, de egy év múlva újból kiharcolták a másodosztályban való indulás jogát, és ezúttal stabilizálni tudták a pozíciójukat, sőt Sam Hammam libanoni üzletember anyagi támogatását élvezve folyamatos fejlődésnek indult a csapat.

### 2000–2003: Feléledés, és előrelépés
2000 augusztusában Sam Hammam libanoni üzletember, miután eladta részesedését a Wimbledonban, egy nagyságrendileg 11,5 millió fontra becsült összegért cserében megvásárolta a Cardiff labdarúgócsapatát. Nem sokkal a klub megvásárlása után, Hammam ellentmondásos helyzetbe keveredett, miután elkötelezte magát a teljes walesi nemzet szurkolásának megszerzése mellett, a csapatnév ""The Cardiff Celts"-re (~A cardiffi kelták) történő megváltoztatásával, és a zöld-fehér-vörös (a walesi lobogó színei) kombináció alkalmazásával a klubszínekben. Az első csapat játékosaival és a szurkolókkal folytatott hosszú tárgyalássorozat eredményeképp végül Hammam elvetette a névváltás gondolatát, a klubcímer azonban új dizájnt kapott; a hagyományos kék madár mögött Szent Dávid zászlaja jelent meg a háttérben.
Lennie Lawrence vezetésével 2003-ban feljutott a másodosztályba a csapat, miután megnyerték a harmadosztály rájátszásának döntőjét a Queens Park Rangers ellenében. A Cardiff a 6. helyen végzett a bajnokságban, és a Bristol City csapatát győzte le 1-0-s összesítéssel az elődöntők során. A QPR az Oldham Athletic ellen aratott 1-0-s hazai sikere elegendő volt a döntőbe jutáshoz, miután 1-1-re végződött az első mérkőzés.
2003. május 25-én, a Millennium Stadion a történelem egyik legfelejthetetlenebb rájátszás-döntőjének adott otthont. Mindkét csapat védekező szellemben lépett pályára, a játék egy-egy alkalmi megvillanástól eltekintve töredezett, és lassú volt. A rendes játékidőben kevés lehetőség alakult ki, azonban a hosszabbításra elfáradtak a csapatok, így nyíltabbá vált a játék. Chris Day, a QPR kapusa előbb hatalmas védést mutatott be egy Graham Kavanagh szabadrúgásból kialakulló Spencer Prior fejest követően, ám a 114.percben már ő is tehetetlen volt, mikor a csereként beállt Andy Campbell látványosan a QPR kapujába emelt. A korábbi Middlesbrough támadó, aki Robert Earnshaw helyére érkezett a második félidőben előbb lerázta magáról a QPR védőjét, Danny Shittu-t, majd hidegvérrel átemelte Chris Day kapust, ezzel biztosítva a Cardiff visszatérését a másodosztályba, 18 év után.

### 2003-tól: A Premiership – álom
A Cardiff City azóta is a Championship-ben játszik, 2005-ben azonban Lawrence helyét Dave Jones vette át az edzői székben.
A 2003-04-es szezonban meggyőző teljesítménnyel a 13. helyen végeztek, a következő évben azonban csak a 16. pozícióig jutottak, ez pedig Lawrence távozását jelentette. Dave Jones első szezonját a 11. helyen zárta a Cardiffal.
Erre az időszakra esik a klub történetének legdrágább játékoseladása, Michael Chopra-t 2007 nyarán 5 millió fontért vásárolta ki szerződéséből a frissen feljutott Sunderland csapata. Korábban Cameron Jerome viselte ezt a címet, ő 2006-ban 3 milliót fontért cserébe igazolt a Birmingham City-hez, és hasonló összegért távozott 2004-ben Robert Earnshaw is. Szintén erre az időszakra esik, és szintén Chopra nevéhez fűződik a klub rekordigazolása, Chopra-t ugyanis 2009-ben 4 millió fontért visszavásárolták a Sunderland gárdájától. A klub legdrágább igazolása Choprát megelőzően a 2001-ben a Stoke-tól érkező 1,7 millió fontos Peter Thorne volt.
Miután a klub pénzügy hátterével kapcsolatos aggályok következtében nem sikerült elfogadtatni az új stadion terveit a cardiffi önkormányzattal, 2006-ban Hammam megállapodott egy Peter Ridsdale vezette konzorciummal, melynek tagja volt az új stadion vezető fejlesztője Paul Guy is, a klub eladásáról 27 millió fontért cserébe. Ám az adásvétel egészen 2006. december 22-ig nem valósult meg, s így a klub csődközeli helyzetbe került. Végül a konzorcium beleegyezett további 590 000 font kifizetésébe Hammam bátyja és cége számára.
Mike Hall a walesi rögbi-válogatott korábbi kapitánya az ügy lezárultát követően így nyilatkozott: "Ezt a pénzt a játékosokra kellett volna költeni, ehelyett Sam zsebében landolt. Nem volt más út a szerződés megkötésére. Tudom hogy az emberek úgy tartják hogy ő egy bonyolult jellem, de a végén csupán a kapzsiság, és saját érdekei vezérelték. Elképesztő volt, de a labdarúgás világa egy sötét világ."

#### Új tulajdonosok
Az új tulajdonosok érkezésével visszatért a stabilitás a Cardiffhoz.
A 2006-07-es szezont jól kezdte a csapat, de egy rossz év végi sorozatnak köszönhetően végül 64 ponttal a 13. helyen zárták a bajnokságot. Ezt követően a nyári átigazolási időszakban Dave Jones nagy "tisztogatást" rendelt el a csapatnál, 17 játékos távozott a csapatból. Közülük voltak akinek lejárt a szerződése, de nagyobb részük más csapathoz igazolt. Az elsőosztályúnak semmiképp sem nevezhető edzéskörülmények, és a viszonylag szűk keret ellenére, a következő szezonban Michael Chopra vezérletével sikerült előrébb lépniük a bajnokságban.
Több nagy név is érkezett a csapathoz, úgy mint Robbie Fowler, Jimmy Floyd Hasselbaink és Trevor Sinclair, ám középszerűen kezdték a bajnokságot, és novemberben már a kiesés réme fenyegette őket. Hirtelen formajavulásuknak köszönhetően azonban januárra az egyik legjobb formában lévő csapattá váltak, és kora márciusra stabilizálták pozíciójukat a középmezőnyben. Szintén sikereket értek el az FA kupában, ahol 81 év után először jutottak be az elődöntőbe, miután 2008. március 9-én 2-0-ra legyőzték a Middlesbrough csapatát. A menetelésük itt nem állt meg, április elején Joe Ledley góljával 1-0-ra legyőzték a Barnsley csapatát a Wembleyben megrendezett elődöntőn, így 1927 után először bejutottak az FA-kupa döntőjébe. Itt azonban már nem jártak szerencsével, az ekkor még elsőosztályú Portsmouth csapatáta Nwankwo Kanu góljával 1-0-ra diadalmaskodott.
A szezon alatt egyébként a klub érintett volt egy bírósági ügyben, melyben a felperes a Langston nevű pénzügyi támogatójuk volt, akik 31 millió fontos kölcsönük visszafizetését követelték, melyet még a korábbi tulajdonos, Sam Hammam vett fel 2004-ben. A Langston Corporation azt állította hogy a klub felrúgta a két fél egyezményét, ezért jogi lépéseket kezdeményeztek az azonnali visszafizetés elérése végett. Márciusban a felek részt vettek egy találkozón a Legfelsőbb Bíróságon, ahol a Langston gyorsított eljárásra nyújtott be javaslatot, mely rákényszerítette volna a klubot a teljes összeg peren kívüli visszafizetésére, ezt azonban elutasította a bíróság. Az eljárás során a klub vallomása szerint Hammam megtévesztette az új tulajdonosokat.
Az utóbbi években, ahogy a Cardiff többször is közel került a Premier League tagság kivívásához, egyre több kétség merült fel a walesi klubok európai kupasorozatokban történő részvétele kapcsán. Az Angol labdarúgó-szövetség ugyanis kijelentette, hogy akkor sem nevezi a Cardiffot európai kupákba, ha bajnokságban, vagy helyi kupasorozatokban kivívja az indulás jogát. Az F.A. állítása szerint ehhez ugyanis nincs joguk. Az UEFA szóvivője ezt később cáfolta, állítása szerint a Cardiff indulhatna Európában, mert az európai szövetségeknek jogukban áll akár az országhatáron kívül elhelyezkedő csapatok nevezésére is. Maga Michel Platini, az UEFA elnöke is felszólalt az ügyben és biztosította a Cardiffot a támogatásáról; "Ha Anglia nem tesz semmit, majd mi fogunk".
Platini közleményét követően az FA bejelentette hogy felülvizsgálja álláspontját a kérdésben. Az UEFA annak a lehetőségét is felvetette hogy szabadkártyát biztosít a Cardiff számára Európába, de az FA erre reagálva visszavonta korábbi nyilatkozatát, és megerősítette hogy engedélyezné a klub európai szereplését, amennyiben megnyerik az FA kupa döntőjét. A csapat azonban vesztett, így végül csak önhibájából nem térhetett vissza a nemzetközi kupaporondra.
A 2008-09-es szezon jól kezdődött a Cardiff számára, az FA-kupa menetelésen felbuzdulva sikerült megtartani legjobb játékosaikat mint például Joe Ledley-t, Januárban pedig Quincy Owusu-Abeyie, Chris Burke és Michael Chopra szerződtetésével tovább erősítették a gárdát. Szintén jó vételnek bizonyult, a még 2008 nyarán mindössze 120.000 fontért leigazolt Ross McCormack, aki mindössze 11 mérkőzésen volt kezdő, de így is 9 gólig jutott.A Cardiff szinte végig az automatikus feljutást biztosító helyek valamelyikén töltötte, de katasztrofálisan sikerült utolsó négy bajnokijának köszönhetően végül a hetedik helyen zárt, így még a rájátszásról is lemaradt.
A 2009-10-es szezont megelőzően Ridsdale részt vett egy távol-keleti üzleti úton, melynek célja egy távol-keleti labdarúgóakadémia megnyitása, valamint a Cardiff adósság-problémáinak megoldása lett volna. Ugyan nem sikerült új befektetőket találni, de Dato Chan Tien Ghee maláj üzletember csatlakozott a klub vezetőségéhez. Az év végén a csapat ismét bejutott a rájátszásba, ahol a Leicester-rel találkoztak az elődöntőben, és összesítésben 3-3-as döntetlen után, végül tizenegyesekkel vívták ki a fináléban való szereplés jogát. Azonban ezúttal sem sikerült nyerniük a döntőben, a mérkőzés során kétszer is vezetve, végül 3-2-re buktak el a Blackpool-al szemben.
A következő évben ismét bejutottak a rájátszásba, de már az elődöntőben elvéreztek; a Reading 3-0-s összesítéssel jutott be a döntőbe, ahol aztán vereséget szenvedett a Cardiff egyik legnagyobb riválisától, a Swanseatól. Így a Cardiff 19 év után feladhatta azt az álmát, hogy első walesi csapatként fog bejutni a Premier League-be.
A 2011-12-es szezonban zsinórban harmadszor vehetett részt a rájátszásban a csapat, de a West Ham United elleni elődöntőkben kettős vereséggel, 0-5-ös összesítéssel búcsúzott a csapat. A szezon végén Dave Jones vezetőedzőt menesztették, helyét a szezon közben a Wolverhampton-t elhagyó Malky Mackay vette át.

## Fő vetélytársak
A legnagyobb rivalizálás, az elmúlt 25 év folyamán a szomszédos Newport County és Swansea csapatával szemben alakult ki, habár a Severnside Derbynéven elhíresült Bristol City elleni mérkőzések is parázs hangulatúak. A Swansea szurkolókkal való viszonyon nem segített az sem, hogy 2006 áprilisában a cardiffi Millennium Stadionban ünnepelte a Championshipbe történő visszajutását a Swansea, egy Carlisle United elleni 2-1-es diadalt követően.Az ünneplés során Lee Trundleés Alan Tate egy Cardiff-ellenes trágársággal feliratozott walesi zászlót lobogtatott, valamint Trundle pólóján egy Cardiff City mezre vizelő Swansea játékos képe is megjelent. A Walesi labdarúgó-szövetség közleménye szerint, az április 2-án a cardiffi Millennium Stadionban történt ünneplések során megjelenő képek "rendkívül támadóak, és sértőek, és elfogadhatatlan az effajta videlkedés". A mérkőzés után a két játékost őrizetbe vette a rendőrség közrend elleni szabálysértések gyanújával, majd 2000 fontos pénzbírsággal, és egy meccses eltiltással büntette őket. A Swansea 2011-es feljutásával az élvonalba biztossá vált, hogy nem lesz dél-wales-i rangadó a bajnokságban.

## Stadion

### Ninian Park
A Cardiff első stadionja a Sophia Gardens rekreációs park volt, alapításuktól kezdve 1910-ig itt játszották mérkőzéseiket, amikor is a rossz infrastrukturális körülmények, és a szurkolók növekvő számának hatására Bartley Wilson egy új stadion építési helyének megtalálása céljából kapcsolatba lépett a Bute Estate-el, amely cégnek jelentős méretű telkei voltak ebben az időben Cardiffban. Végül a Sloper Road-i szeméttelep területében sikerült megállapodni. Jelentős munka volt az egykori szeméttelepet játékra alkalmas pályává alakítani, de végül önkéntesek, és a Városi Tanács segítségével sikerült megvalósítani. A pálya eredetileg Sloper Park néven vált ismertté, de Lord Ninian Crichton-Stuart után, aki jelentős mértékben hozzájárult a stadion felépítéséhez Ninian Parknak keresztelték el.
A stadion egy lelátóval nyitotta meg a kapuit, 1928-ban bővítették egy 18 000 fős befogadóképességű másodikkal. A rekord nézőszám egy 1953. április 22-i Arsenal elleni bajnoki meccshez kötődik, 57.893-an látogattak ki a meccsre ezen a napon. A több mint ötven évig fennálló rekord megdöntésére nem maradt esély, miután a 70-es, 80-as évek biztonsági óvintézkedései következtében 22.000 főre zuhant vissza a stadion befogadóképessége. Utolsó használati évében ez volt az egyetlen harmadosztály felett játszó csapat stadionja, melyben voltak állóhelyek.

### Cardiff City Stadium
2009 júniusában a Cardiff City befejezte a régi cardiffi atlétikai stadion helyén felhúzott korszerű 26.828 férőhelyes stadionjának építését. A projekt magába foglalta az atlétikai pálya újjáépítését, melyet Cardiffi Nemzetközi Sport Stadion néven építettek fel a Leckwith Road másik oldalán. A pályát a Cardiff City mellett a Cardiff Blues RFC rögbicsapat is használja, de a meccsek látogatottsága előbbi esetében jelentősen magasabb.
A Cardiffi Nemzetközi Sport Stadion építése 2007 januárjában kezdődött, és két évvel később, 2009 januárjában adták át, míg a futballpálya, melynek hivatalos elnevezése "Cardiff City Stadium" 2009-ben nyitotta meg kapuit.

## Szakmai stáb
- Vezetőedző: Omer Riza (ideilgenes)
- Asszisztens edző: Tom Ramasut
- Tartalék csapat edző: Darren Purse
- Csapatorvos: Dr. Matt Giles
- Erőnléti edző: Johnny Northeast
- Ideilgenes kapusedző: Gavin Ward

## Játékosok

### Első csapat
2025. március 22-e szerint.
| #  |     | Poszt | Név                                      |
| -- | --- | ----- | ---------------------------------------- |
| 1  | USA | K     | Ethan Horvath                            |
| 2  | ENG | V     | Will Fish                                |
| 4  | GRE | V     | Dimítriosz Gútasz                        |
| 5  | NOR | V     | Jesper Daland                            |
| 8  | ENG | KP    | Joe Ralls ()                             |
| 10 | WAL | KP    | Aaron Ramsey                             |
| 11 | IRL | KP    | Callum O'Dowda                           |
| 12 | ENG | V     | Calum Chambers                           |
| 14 | SCO | KP    | David Trunbull                           |
| 15 | NOR | KP    | Sivert Mannsverk (kölcsönben a Ajax-tól) |
| 16 | ENG | KP    | Chris Willock                            |
| 17 | NGA | CS    | Jamilu Collins                           |
| 18 | AUS | KP    | Alex Robertson                           |
| 19 | CIV | CS    | Yakou Méïté                              |
| 20 | NED | CS    | Anwar El Ghazi                           |

| #  |     | Poszt | Név                                          |
| -- | --- | ----- | -------------------------------------------- |
| 21 | ENG | K     | Jak Alnwick                                  |
| 22 | DEN | CS    | Yousef Salech                                |
| 23 | IRL | V     | Joel Bagan                                   |
| 27 | WAL | KP    | Rubin Colwill                                |
| 29 | ENG | KP    | Will Alves (kölcsönben a Leicester City-től) |
| 31 | CRO | CS    | Roko Šimić                                   |
| 32 | ENG | CS    | Ollie Tanner                                 |
| 35 | ZIM | KP    | Andy Rinomhota                               |
| 36 | ENG | KP    | Raheem Conte                                 |
| 38 | SGP | V     | Perry Ng                                     |
| 39 | WAL | CS    | Isaak Davies                                 |
| 41 | WAL | K     | Matthew Turner                               |
| 45 | WAL | KP    | Cian Ashford                                 |
| 47 | IRL | CS    | Callum Robinson                              |
| 49 | WAL | V     | Luey Giles                                   |

## „Nagy játékosok”
| - Neal Ardley - Colin Baker - Nathan Blake - Jason Bowen - Jason Byrne - John Charles - Michael Chopra - Roy Clarke - James Collins - Ernie Curtis - Len Davies - Mark Delaney - Phil Dwyer - Robert Earnshaw - Jeff Eckhardt - Robbie Fowler |  | - Mike England - Tom Farquharson - Hughie Ferguson - Trevor Ford - Robin Friday - Danny Gabbidon - Chris Gunter - Jimmy Floyd Hasselbaink - Billy Hardy - Gerry Hitchens - Sam Irving - Cameron Jerome - Charlie Jones - Ken Jones - Graham Kavanagh - Fred Keenor - Jason Koumas |  | - Alan Lee - Andy Legg - John Lewis - Glenn Loovens - Martyn Margetson - Jobi McAnuff - George McLachlan - James Nelson - Charlie Oatway - Jason Perry - Aaron Ramsey - Kevin Ratcliffe - Gil Reece - Peter Rodrigues - Damon Searle - Alf Sherwood |  | - Tom Sloan - Fred Stansfield - Ron Stitfall - Derek Sullivan - Derek Tapscott - Rod Thomas - Peter Thorne - John Toshack - Nigel Vaughan - Graham Vearncombe - Tony Vidmar - Tom Watson - George Wood - Bobby Woodruff - Scott Young |

## Edzők
| Nemzetiség     | Név              | Edzőség kezdete | Edzőség vége | Mérkőzések száma | Győzelem | Vereség | Döntetlen |
| -------------- | ---------------- | --------------- | ------------ | ---------------- | -------- | ------- | --------- |
| Skócia         | Davy McDougall   | 01-08-1910      | 01-05-1911   | 12               | 4        | 2       | 6         |
| Anglia         | Fred Stewart     | 01-05-1911      | 01-05-1933   | 605              | 244      | 225     | 136       |
| Anglia         | Bartley Wilson   | 01-05-1933      | 01-02-1934   | 28               | 8        | 16      | 4         |
| Wales          | B Watts-Jones    | 01-02-1934      | 01-04-1937   | 141              | 41       | 71      | 29        |
| Anglia         | Bill Jennings    | 01-04-1937      | 01-04-1939   | 92               | 35       | 34      | 23        |
| Anglia         | Cyril Spiers     | 01-04-1939      | 01-04-1946   | 10               | 3        | 4       | 3         |
| Észak-Írország | Billy McCandless | 01-06-1946      | 01-11-1948   | 100              | 53       | 26      | 21        |
| Anglia         | Cyril Spiers     | 01-04-1948      | 01-04-1954   | 265              | 107      | 85      | 73        |
| Wales          | Trevor Morris    | 01-04-1954      | 31-08-1958   | 186              | 59       | 87      | 40        |
| Wales          | Bill Jones       | 01-09-1958      | 30-09-1962   | 190              | 73       | 68      | 49        |
| Anglia         | George Swindin   | 01-10-1962      | 01-04-1964   | 71               | 25       | 30      | 16        |
| Skócia         | Jimmy Scoular    | 01-06-1964      | 07-11-1973   | 427              | 143      | 167     | 117       |
| Írország       | Frank O’Farrell  | 13-11-1973      | 30-04-1974   | 27               | 8        | 10      | 9         |
| Skócia         | Jimmy Andrews    | 01-05-1974      | 06-11-1978   | 190              | 63       | 76      | 51        |
| Wales          | Richie Morgan    | 01-11-1978      | 03-03-1981   | 105              | 38       | 43      | 24        |
| Wales          | Graham Williams  | 01-11-1981      | 28-02-1982   | 15               | 4        | 9       | 2         |
| Anglia         | Len Ashurst      | 03-03-1982      | 01-03-1984   | 90               | 41       | 32      | 17        |
| Wales          | Jimmy Goodfellow | 01-03-1984      | 27-09-1984   | 23               | 6        | 13      | 4         |
| Wales          | Alan Durban      | 23-09-1984      | 21-05-1986   | 87               | 22       | 48      | 17        |
| Skócia         | Frank Burrows    | 21-05-1986      | 31-08-1989   | 166              | 64       | 54      | 48        |
| Anglia         | Len Ashurst      | 31-08-1989      | 01-05-1991   | 98               | 30       | 36      | 32        |
| Anglia         | Eddie May        | 01-07-1991      | 28-11-1994   | 170              | 66       | 58      | 46        |
| Wales          | Terry Yorath     | 01-08-1994      | 30-03-1995   | 41               | 8        | 24      | 9         |
| Anglia         | Eddie May        | 31-03-1995      | 22-05-1995   | 8                | 2        | 4       | 2         |
| Anglia         | Kenny Hibbitt    | 01-08-1996      | 11-11-1996   | 19               | 9        | 6       | 4         |
| Anglia         | Phil Neal        | 30-07-1996      | 31-07-1996   | 0                | 0        | 0       | 0         |
| Anglia         | Russell Osman    | 11-11-1996      | 23-01-1998   | 67               | 22       | 24      | 21        |
| Anglia         | Kenny Hibbitt    | 23-01-1998      | 16-02-1998   | 6                | 0        | 1       | 5         |
| Skócia         | Frank Burrows    | 16-02-1998      | 01-02-2000   | 107              | 36       | 37      | 34        |
| Anglia         | Billy Ayre       | 02-02-2000      | 14-08-2000   | 19               | 5        | 7       | 7         |
| Anglia         | Bobby Gould      | 14-08-2000      | 03-07-2001   | 52               | 24       | 13      | 15        |
| Anglia         | Alan Cork        | 03-07-2001      | 17-02-2002   | 40               | 17       | 12      | 11        |
| Anglia         | Lennie Lawrence  | 18-02-2002      | 25-05-2005   | 174              | 72       | 50      | 52        |
| Anglia         | Dave Jones       | 25-05-2005      | 30-05-2011   | 315              | 132      | 84      | 99        |
| Skócia         | Malky Mackay     | 17-06-2011      |              | 57               | 24       | 20      | 13        |

## Rekordok
- Legmagasabb nézőszám a Ninian Parkban: 62.634 fő; 1959. október 17-én egy Wales – Anglia mérkőzés alkalmával.
- Legmagasabb nézőszám a Ninian Parkban Cardiff City meccsen: 57.893 fő, Az Arsenal ellen.
- Legnagyobb különbségű győzelem a bajnokságban: 9-2 a Thames ellen, 1932. február 6-án, a déli-harmadosztályban.
- Legnagyobb különbségű győzelem az FA Kupában: 8-0, az Enfield FC ellen, 1931. november 28-án, az első fordulóban.
- Legnagyobb különbségű győzelem a walesi-kupában: 16-0 a Knighton Town ellen, 1961-ben, az ötödik körben.
- Legnagyobb különbségű vereség: 2-11, a Sheffield United ellen, 1926. január 1-jén

## Fordítás
- Ez a szócikk részben vagy egészben  a   Cardiff City FC című angol Wikipédia-szócikk fordításán alapul.  Az eredeti cikk szerkesztőit annak laptörténete sorolja fel. Ez a jelzés csupán a megfogalmazás eredetét és a szerzői jogokat jelzi, nem szolgál a cikkben szereplő információk forrásmegjelöléseként.